# A Diamond in the Rough (film 1911)
A Diamond in the Rough è un cortometraggio muto del 1911 scritto e diretto da Francis Boggs.

## Produzione
Il film fu prodotto da William Nicholas Selig per la sua compagnia, la Selig Polyscope Company.

## Distribuzione
Distribuito dalla General Film Company, il film - un cortometraggio di una bobina - uscì nelle sale cinematografiche statunitensi il 4 dicembre 1911.